# Zugriffskräfte der Feldjäger

Die Zugriffskräfte der Feldjägertruppe der Bundeswehr sind Kräfte, die zu Zugriffsteams zusammengeschlossen werden. 

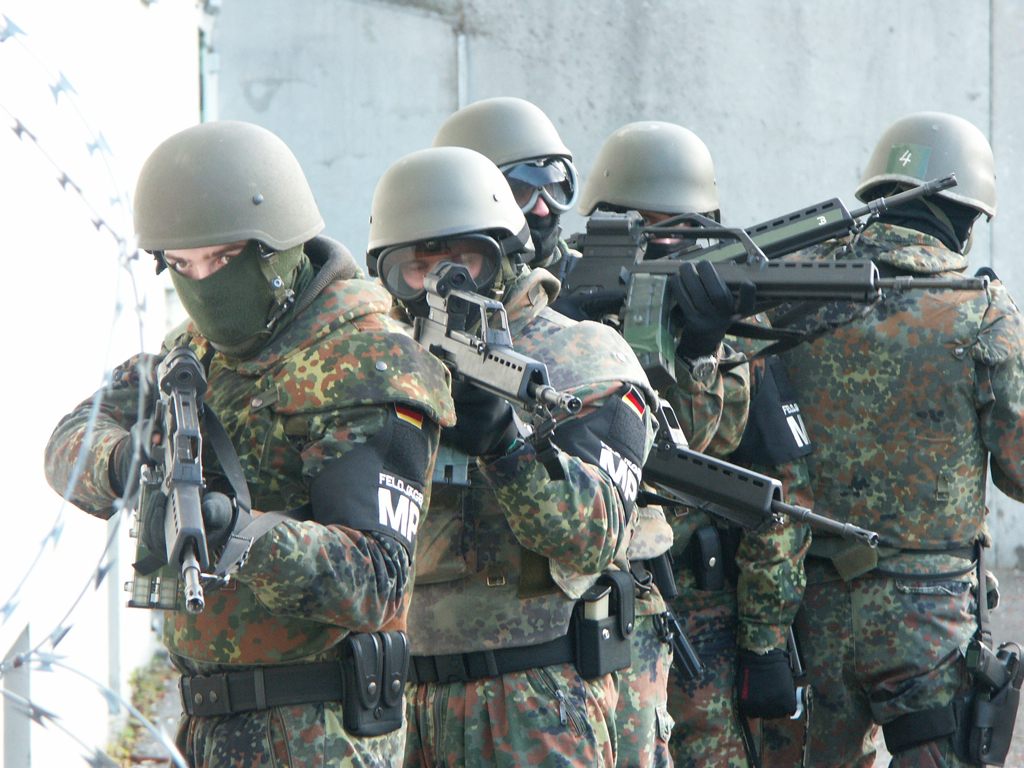
Zugriffskräfte in der Annäherungsphase

## Aufgaben
Sie führen im Auslandseinsatz Zugriffe auf Straftäter oder Hausdurchsuchungen durch.

## Ausbildung
Der Grundlehrgang findet an der Schule für Feldjäger und Stabsdienst statt. Zum Inhalt gehören waffenlose Selbstverteidigung, Sport, Schießausbildung und Taktik. Nach erfolgreichem Abschluss des Lehrgangs werden die Zugriffsfeldwebel im Team auf Kompanie- oder Regimentsebene zusammengefasst.